# Babo (Jugendsprache)
Der Begriff Babo (Aussprache: [baːbo]) bedeutet in der deutschen Jugendsprache so viel wie Boss, Anführer oder Chef und wurde ab 2012 im deutschsprachigen Raum durch den Song Chabos wissen wer der Babo ist (sinngemäß: „Jungs wissen, wer der Boss ist“) des Rappers Haftbefehl bekannt.

## Etymologie
Das Wort stammt ursprünglich aus dem Zazaischen und bedeutet Vater. Das Wort ist in gleicher Lautung auch im Bosnischen und balkanischen Romani belegt.
Des Weiteren findet sich ein ähnliches Wort im Türkischen, Arabischen, Kurdischen, Persischen und Aramäischen, jedoch in der Form baba.

## Verbreitung und Verwendung im Deutschen
Die türkeistämmige Diaspora hat den Begriff aufgegriffen und in Deutschland vor allem in der Gang-Szene verbreitet. Er wird dort für einflussreiche Respektspersonen verwendet.
Im November 2013 wählte eine Jury um den Langenscheidt-Verlag „Babo“ zum Jugendwort des Jahres 2013. Dabei wurde es der türkischen Sprache zugeordnet, was so nicht stimmt.